# Богатири
„Богатѝри“ (на руски: Богатыри) е маслена картина на руския художник Виктор Васнецов, завършена през 1898 година и смятана за един от неговите шедьоври.
Тя представя известните герои от източнославянския фолклор, богатирите Добриня Никитич, Иля Муромец и Альоша Попович, застанали на конете си в пуста местност и оглеждащи се към далечината. Васнецов работи върху картината в продължение на години, още от 1881 година, като са запазени множество свързани с нея ескизи. След като е завършена, тя е закупена от Третяковската галерия в Москва, където се намира и в наши дни.